# 천안 김씨
천안 김씨(天安金氏)는 충청북도 천안시를 본관으로 하는 한국의 성씨이다.
시조 김덕린(金德麟)은 김알지의 후손으로, 천안태수(大安太守)직을 지냈다고 전해진다.

## 참고 자료
- “천안김씨(天安金氏)”. 뿌리를 찾아서.[깨진 링크(과거 내용 찾기)]